# محمد واجعوط
محمد واجعوط أستاذ باحث وأكاديمي جزائري، عينه الرئيس عبد المجيد تبون وزيرا للتربية والتعليم بحكومة جراد الأولى بتاريخ 2 يناير 2020 خلفا لعبد الحكيم بلعابد. بتاريخ 23 يونيو 2020 تم إعادة تعينه وزيرا على نفس الوزارة بحكومة جراد الثانية.

## نشأته ودراسته

### نشأته
ولد محمد واجعوط بتاريخ 03 أبريل 1958 بالجزائر العاصمة ينحدر من ولاية سطيف.

### دراسته
- شهادة الماجستير في الرياضيات تخصص المعادلة التفاضلية الجزئية والتحليل الدالي.

## المناصب التي تولاها
تقلد عدة مناصب منها:
- وزير التربية الوطنية بتاريخ 2 يناير 2020.

- رئيس قسم ومدير الطور التحضيري بالمدرسة الوطنية متعددة التقنيات (2015 - 2019).